# Live at the Aquarius Theatre: The Second Performance
Live at the Aquarius Theatre: The First Performance è album dal vivo dei Doors pubblicato nel 2001.

## Descrizione
Nel luglio 1969 l'Elektra registrò l'esibizione dei Doors per due serate all'Aquarius Theatre con l'intenzione di pubblicare un album live della band. I concerti si svolsero il 21 luglio 1969, il primo nel pomeriggio e l'altro la sera; il secondo venne pubblicato in quest'album.

## Tracce

### Disco 1
1. Concert Introduction and Tuning - 2:06
2. Jim's Introduction - 0:11
3. Back Door Man - 4:35
4. Break on Through (To the Other Side) - 3:53
5. When the Music's Over - 12:07
6. Tuning - 0:57
7. You Make Me Real - 3:05
8. Tuning - 0:25
9. Universal Mind - 4:42
10. The Crowd Humbly Requests - 2:15
11. Mystery Train/Crossroads - 5:59
12. The Crowd Again Requests - 0:12
13. Little Red Rooster - 6:28
14. Tuning - 0:49
15. Gloria - 10:02
16. Tuning - 0:51
17. Touch Me - 3:29
18. The Crystal Ship - 3:25

### Disco 2
1. Tuning - 0:48
2. Light My Fire - 13:53
3. The Crowd Requests Their Favourites - 0:57
4. The Celebration of the Lizard - 14:59
5. A Request of the Management - 6:45
6. Soul Kitchen - 6:51
7. Jim Introduces Ray - 1:01
8. Close to You - 4:29
9. A Conversation With the Crowd - 2:12
10. Peace Frog (strumentale) - 2:36
11. Blue Sunday - 2:38
12. Five to One - 5:47
13. The Crowd Again Requests Their Favourites - 0:44
14. Jim Introduces the Movie - 1:05
15. Rock Me Baby - 7:38

## Formazione
- Jim Morrison – voce
- Ray Manzarek – organo, piano, tastiera, basso e voce in Close to You
- John Densmore – batteria
- Robby Krieger – chitarra